# فرانسوا بيرنير
فرانسوا بيرنير (بالفرنسية: François Bernier)‏ هو مستكشف وكاتب وفيلسوف وطبيب فرنسي، ولد في 25 سبتمبر 1620 في Joué-Étiau ‏ في فرنسا، وتوفي في 22 سبتمبر 1688 في باريس في فرنسا.